# Dicopus citri
Dicopus citri är en stekelart som beskrevs av Mercet 1912. Dicopus citri ingår i släktet Dicopus och familjen dvärgsteklar.
Artens utbredningsområde är:
- Frankrike.
- Spanien.

Inga underarter finns listade i Catalogue of Life.